# Ctenomys validus
Ctenomys validus is een zoogdier uit de familie van de kamratten (Ctenomyidae). De wetenschappelijke naam van de soort werd voor het eerst geldig gepubliceerd door Contreras, Roig & Suzarte in 1977.

## Voorkomen
De soort komt voor in Argentinië.